# Józef Marchand
Św. Joseph Marchand (ur. 17 sierpnia 1803 r. w Passavant we Francji – zm. 30 listopada 1835 r. w Sajgonie w Wietnamie) – ksiądz, misjonarz, męczennik, święty Kościoła katolickiego.
Już w młodym wieku chciał zostać księdzem. W wieku 18 lat rozpoczął naukę w seminarium diecezji Besançon. Po święceniach diakonatu poprosił o przyjęcie do Stowarzyszenia Misji Zagranicznych (Missions Etrangères de Paris) w 1828 r. 4 stycznia 1829 r. przyjął święcenia kapłańskie. Następnie udał się na misje przez Makau do Wietnamu, gdzie przybył w marcu 1830 r.

Męczeństwo św. Józefa Marchand. Obraz z 1860 r.

W 1833 r. wydano edykt nakazujący aresztowanie wszystkich europejskich misjonarzy w Wietnamie. Józef Marchand został aresztowany w 1835 r. po odprawieniu mszy. Bito go i zamknięto w małej klatce, zginął w wyniku tortur polegających na odrywaniu kawałków ciała metalowymi szczypcami (tzw. "tortura setek ran")
Dzień wspomnienia: 24 listopada w grupie 117 męczenników wietnamskich.
Beatyfikowany 27 maja 1900 r. przez Leona XIII. Kanonizowany przez Jana Pawła II 19 czerwca 1988 r. w grupie 117 męczenników wietnamskich.